# Jarzębiak

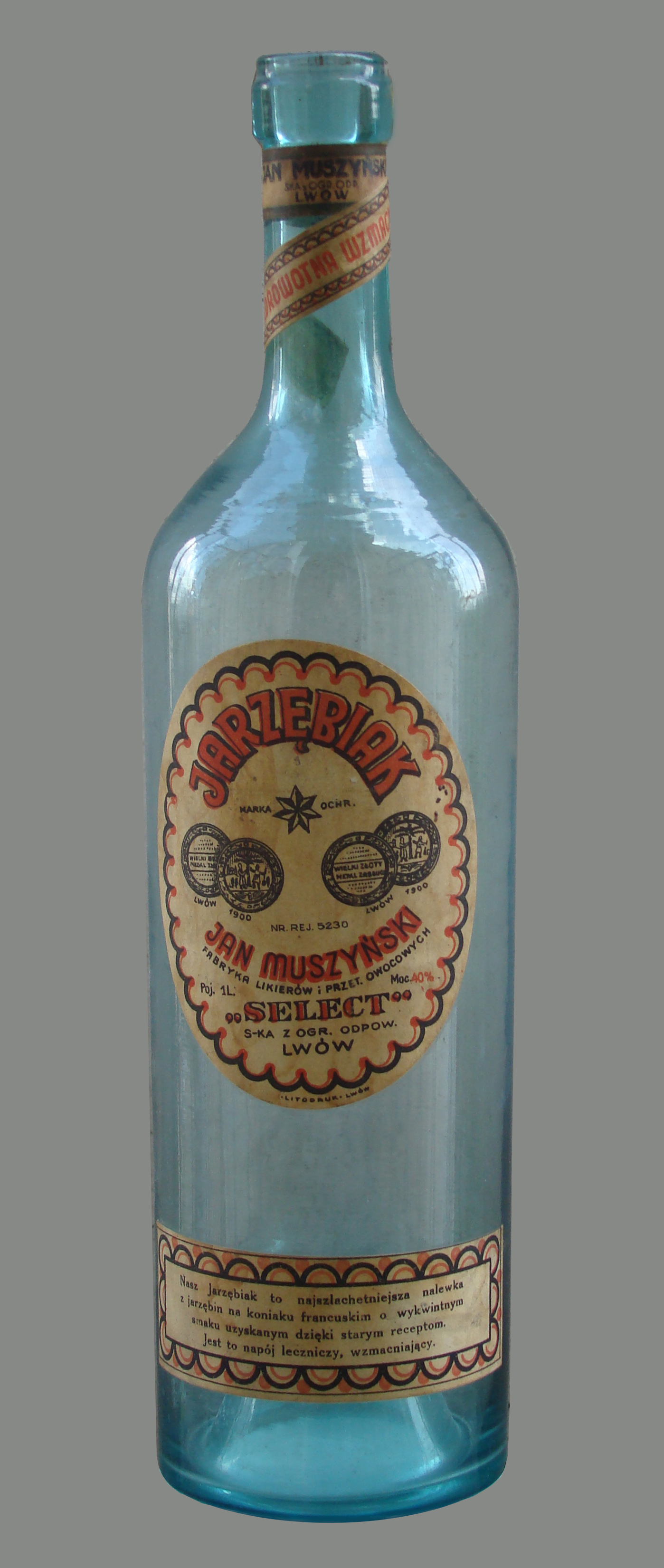
Pusta butelka po przedwojennym polskim jarzębiaku z fabryki likierów Jana Muszyńskiego we Lwowie.

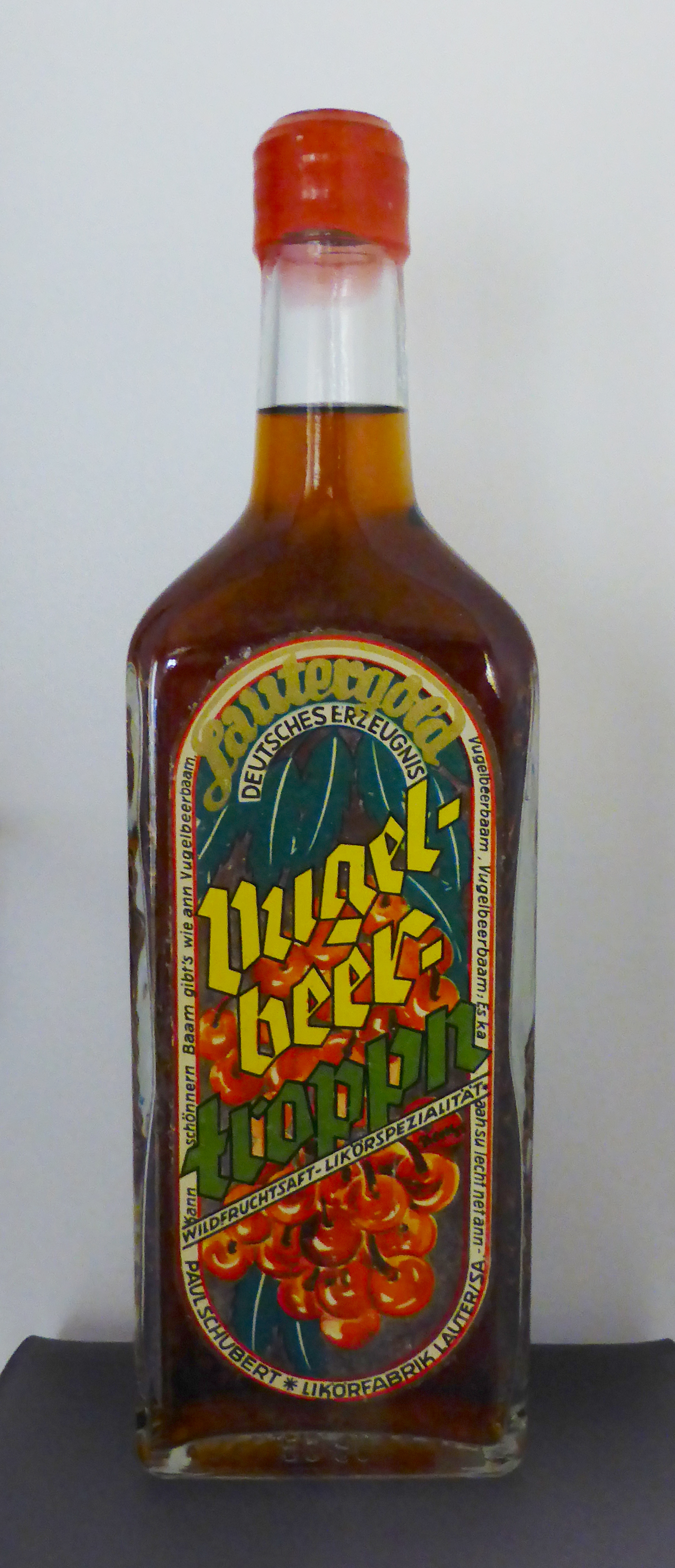
Likier ziołowy na jarzębinie: Lautergold Vugelbeertroppn z niemieckiego rejonu Erzgebirgskreis.

Jarzębiak – wódka owocowa zestawiona z nalewu jarzębinowego z dodatkiem destylatów owocowych i destylatu winnego oraz naturalnego karmelu. Napój ma barwę jasnobrązową, niekiedy występuje lekka opalizacja lub osad. Wódkę spożywa się lekko schłodzoną (16–18 °C) jako aperitif, do mięs ciemnych i dziczyzny, lub po posiłku na lepsze trawienie. Dostępna w butelkach o pojemności 0,5 l.
Jarzębiak według definicji Jana Cieślaka to „nalew na owoce jarzębiny gorzkiej (lekko przemrożone), uzupełniony nalewami na śliwki suszone, rodzynki i figi oraz aromatyzowany dodatkiem naturalnego destylatu z wina gronowego” („Od abboccato do żubrówki”, Warszawa 1978). Właściwości smakowe i lecznicze jarzębiny znano od lat, a przepisy na nalewki i likiery jarzębinowe były rozpowszechniane już w XIX wieku. Jarzębiak był jedną z najbardziej popularnych, w latach sześćdziesiątych i siedemdziesiątych XX wieku, wódek owocowych produkowanych w Zielonej Górze. Autorem receptury był Jan Roenig, a jarzębiak otrzymał znak jakości kl. „Q” i złoty medal na Międzynarodowym Konkursie Jakości Monde Selection 1988 w Atenach. Władysław Korcz, znany historyk wspomina: „Jako surowiec wykorzystuje się głównie śliwki, wiśnie, jabłka, jarzębinę, jałowiec, jeżyny i tarninę”. Specjalnością Lubuskiej Wytwórni Wódek Gatunkowych są: winiak i jarzębiak, które na wielu wystawach i targach otrzymały medale za swą doskonałą jakość. Łatwa dostępność owoców jarzębiny, wynikająca z olbrzymiego zalesienia regionu, została potwierdzona w monografii pióra Tadeusza Zalewskiego, umieszczonej w pracy zbiorowej pod redakcją Józefa Popkiewicza „Zakłady przemysłu kluczowego w województwie zielonogórskim”. Pozwalało to na duży poziom produkcji, w niektórych latach, przeszło pół miliona litrów rocznie i umożliwiało eksport nie tylko do krajów europejskich, ale i na inne kontynenty, np. do Brazylii, Japonii czy Australii.
Specyficznym gatunkiem jarzębiaku jest jarzębiak na winiaku – wysokogatunkowa wódka typu koniakowego. Leżakowana w beczkach dębowych uzyskuje barwę jasnobrązową oraz zapach i smak jarzębinowo-winiakowy.
Jedną z odmian jarzębiaku jest jarzębiak izdebnicki, mający tradycje sięgające XVI w., produkowany w Izdebniku (gmina Lanckorona). Tę wytrawną wódkę z dodatkiem jarzębiny, ziół i młodych pędów sosny w XIX w. produkowała istniejąca przy izdebnickim dworze gorzelnia – Fabryka Wódek Zdrowotnych i Likierów arcyksięcia Rainera Habsburga. Dzięki staraniom Urzędu Gminy w Lanckoronie jarzębiak izdebnicki i koniferynka znalazły się na małopolskiej Liście Produktów Lokalnych.
Jarzębiakiem nazywa się także nalewkę na owocach jarzębiny.
„Lecznicza nalewka jarzębinowa / jarzębiak” z województwa pomorskiego została wpisana w dniu 26 stycznia 2007 na Listę produktów tradycyjnych Ministerstwa Rolnictwa i Rozwoju Wsi.
Wódki oraz nalewki z jarzębiny znane są również w Niemczech (Vogelbeerschnaps, Ebereschenlikör) i w Czechach.